# Kazahsztánban történt légi közlekedési balesetek listája
A Kazahsztánban történt légi közlekedési balesetek listája mind a halálos áldozattal járó, mind pedig a kisebb balesetek, meghibásodások miatt történt, gyakran csak az adott légiforgalmi járművet érintő baleseteket is tartalmazza évenkénti bontásban.

## Kazahsztánban történt légi közlekedési balesetek

### 1980
- 1980. július 8. Az Aeroflot légitársaság Almatiból indult és Szimferopolba tartó Tupolev Tu–154B-2 típusú, CCCP-85355 lajstromjelű repülőgépe a heves feláramlás következtében kibillent egyensúlyából, majd lezuhant. A gépen utazó 156 fő és 10 fő személyzet tagjai közül senki sem élte túl a balesetet.[1][2]

### 1983
- 1983. augusztus 30., Dolán-hegy. Az Aeroflot légitársaság Cseljabinszkból Almatiba tartó Tupolev Tu–134A típusú, CCCP-65129 lajstromjelű repülőgépe a leszállás közben a Dolán-hegy nyugati lejtőjébe csapódott. A fedélzeten utazó 84 utas és 6 fő személyzet tagjai közül senki sem élte túl a katasztrófát.[3]

### 2019
- 2019. december 27., helyi idő: 7:22.  Röviddel a felszállást követően lezuhant a Bek Air légitársaság Z2100-as járata, egy Fokker 100 típusú utasszállító repülőgép. A gép a 05R jelzésű pályáról szállt fel, erősen rázkódni kezdett, jobbra-balra dőlt, majd a jobb oldal felé kisodródott. Először egy kerítésnek ütközött, majd egy kétszintes lakóháznak. A gép nem gyulladt ki. A balesetben 14 fő életét vesztette, valamint 9 fő, köztük 6 gyerek megsérült. A gépen 95 utas és 5 fős személyzet tartózkodott. A gép Almatiból Nur-Szultanba tartott. A hatóságok ideiglenesen az országban felfüggesztették a Fokker 100-as repülők légiforgalmát.[4][5]